# Romegoux

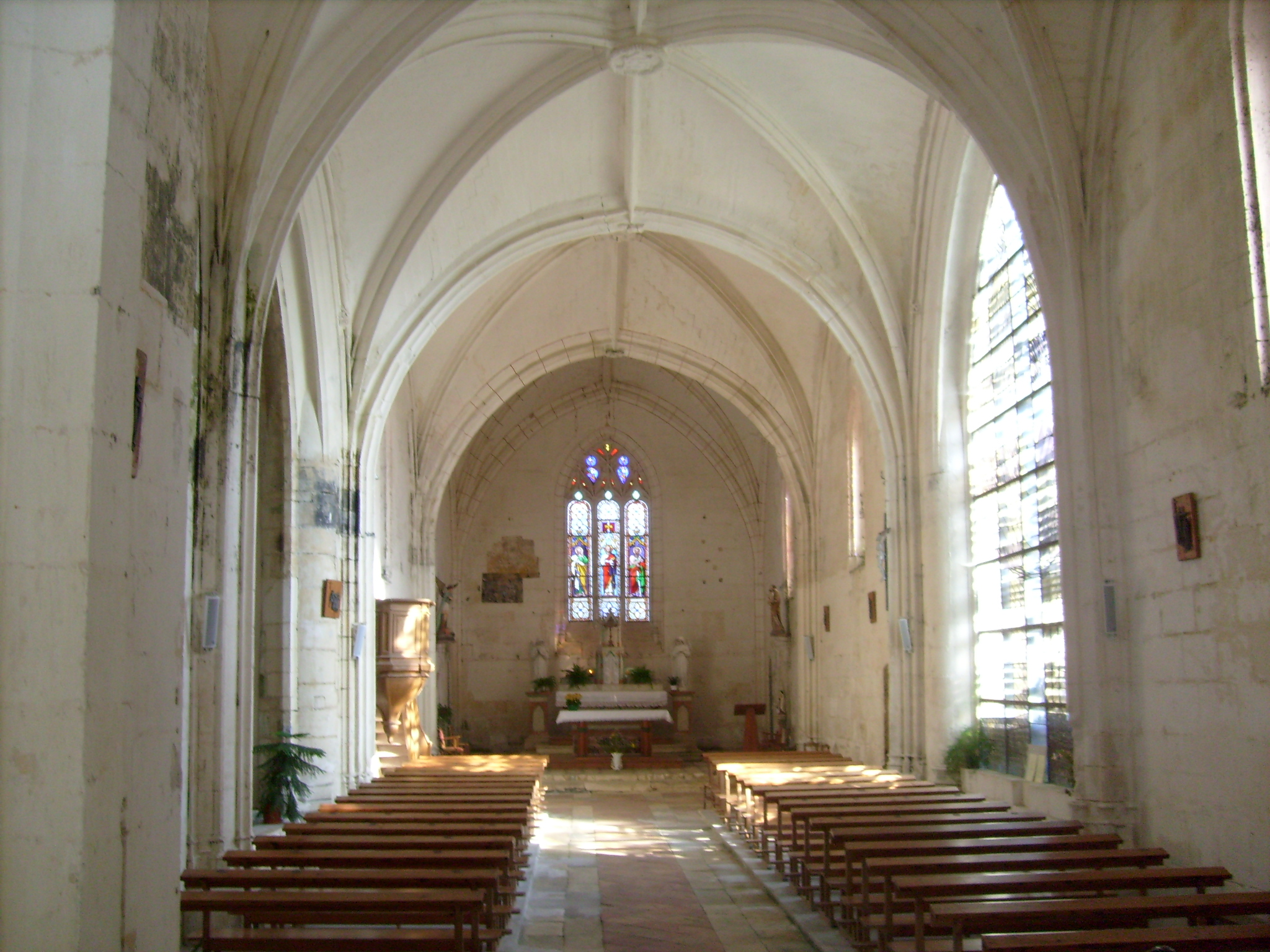
Kerk

Romegoux is een gemeente in het Franse departement Charente-Maritime (regio Nouvelle-Aquitaine) en telt 515 inwoners (1999). De plaats maakt deel uit van het arrondissement Saintes.

## Geografie
De oppervlakte van Romegoux bedraagt 13,3 km², de bevolkingsdichtheid is 38,7 inwoners per km².
De onderstaande kaart toont de ligging van Romegoux met de belangrijkste infrastructuur en aangrenzende gemeenten.

## Demografie
Onderstaande figuur toont het verloop van het inwonertal (bron: INSEE-tellingen).